# 1944 en Bretagne
 Chronologie de la Bretagne
- 1940
- 1941
- 1942
- 1943
- 1944
- 1945
- 1946
- 1947
- 1948

Cette page recense des événements qui se sont produits durant l'année 1944 en Bretagne.

## Seconde Guerre mondiale
- 7 août : massacre de Penguerec commis par des militaires de la Wehrmacht.

## Société

### Décès
- 9 septembre à Brest : Victor Eusen (né en 1889), dernier maire de la commune de Saint-Pierre-Quilbignon entre 1929 et 1944 et le président de la délégation spéciale chargée de gérer Brest de 1942 à 1944.